# Comuna Ojenîn, Ostroh
Ojenîn (în ucraineană Оженин) este o comună în raionul Ostroh, regiunea Rivne, Ucraina, formată din satele Brodiv, Kraiiv, Ojenîn (reședința) și Stadnîkî.

## Demografie
Componența lingvistică a comunei Ojenîn
     Ucraineană (99,22%)
     Alte limbi (0,76%)
Conform recensământului din 2001, majoritatea populației comunei Ojenîn era vorbitoare de ucraineană (99,22%), existând în minoritate și vorbitori de alte limbi.